# Metal Hammer
A Metal Hammer egy havonta megjelenő nemzetközi zenei magazin, mely a hard rock és heavy metal műfajba tartozó előadókkal foglalkozik, híreket, interjúkat, lemezkritikákat és koncertbeszámolókat közöl. A magazin Angliában, Németországban, Írországban, Olaszországban, Spanyolországban, Görögországban, Lengyelországban, Svájcban, Ausztriában, Szerbiában és Magyarországon jelenik meg, az egyes országokban különböző lapkiadóknál.
A Metal Hammer magazint 1983-ban egyidőben hozták létre Angliában és Németországban Wilfried F. Rimensberger és Jürgen Wigginghaus, miután az Angliában működő Kerrang! magazin (az első heavy metal magazin a világon) tulajdonosait nem érdekelte a Kerrang! német változatának elindítása. A többnyelvű koncepciót továbbfejlesztve az 1980-as években Európa számos országában sorra jelentek meg a Metal Hammer helyi változatai. Az önálló szerkesztőséggel működő magyar kiadás Metal Hammer Hungarica címen 1989 júniusában jelent meg először.

## Magyar kiadás

### Történet
A Metal Hammer magazin magyar kiadása a fanzine-ként (rajongói magazin) működő Metallica Hungarica magazinból jött létre. A Metallica Hungaricát két fiatal metal-rajongó Cselőtei László és Lénárd László hozta létre és az első szám 1986 novemberében készült el 200 példányban, amelyet a budapesti 666 Fesztiválon terjesztettek sikerrel. 1986 és 1989 között hat száma jelent meg a Metallica Hungaricanak, amely kezdetben csak Budapesten volt elérhető különböző nagyszabású koncertek műsorfüzetének álcázva, de az utolsó szám már 30 000 példányban, országos terjesztéssel került az utcára.
A Metallica Hungarica átalakulását Metal Hammerré a német kiadvány tulajdonosával kötött megállapodás tette lehetővé, amely a kvázi márkanév mellett a külföldi szerkesztőségek anyagaihoz való hozzáférést is biztosította az önállóan működő magyar szerkesztőségnek. Az első 12 szám Metal Hammer Hungarica címen jelent meg 1989 júniusa és 1990 májusa között a Reform Lapkiadó kiadásában. Majd kisebb szünet következett a kiadóval szemben felmerült problémák miatt és csak 1990 októberétől indult újra a lap, londoni kiadóval és Új Metal Hammer H. címen.
Magyarországon a Metal Hammer magazin volt az egyetlen országos terjesztéssel bíró havilap, amely kizárólag heavy metal és hard rock zenékkel foglalkozott, és ezt a pozícióját a mai napig megőrizte. Az indulástól egészen 1996 júniusig a Metal Hammer logó mellett a "Nemzetközi hard rock és heavy metal magazin" felirat szerepelt, azóta "A leghangosabb rockmagazin!!!" szlogen váltotta fel.
A századik szám 1998 decemberében jelent meg, ettől kezdve azonban az évi 12 szám megjelenéséről átálltak évi 10 szám kiadására. A lemezpiaci viszonyokhoz igazodva a januári és augusztusi számok maradnak ki, pontosabban az augusztusi számot a júliusival, a januárit pedig az előző évi decemberivel vonják össze. 2003 óta, a 151. számtól kezdve Metal & Hard Rock HammerWorld (röviden HammerWorld) címen fut a magazin, állandó CD-melléklettel.
Az évek során az újság mellé számtalan tevékenység épült ki a lemezkiadással foglalkozó Hammer Recordstól  kezdve a koncertszervezésig.
2022. augusztus 2-án, rövid betegség után elhunyt Lénárd László alapító főszerkesztő.
A drasztikusan megemelkedett nyomdai költségek okozta finanszírozási problémák miatt a HammerWorld magazin addigi rendszeres havi megjelenése a 2022. szeptemberi 347-es számtól kezdődően megritkult. Az 1998 óta megszokott évi tíz lapszám helyett 2023-ban már csak négy jelent meg. A HammerWorld magazin nyomtatott formában utoljára 2024 májusában került kiadásra, ez volt a 353. lapszám. 2024. októbertől havonta digitális különszámként jelenik meg a lap ingyenes, letölthető formában.

### Állandó rovatok
A magazint felerészt kitevő zenekari interjúk mellett számos állandó rovattal is rendelkezik a lap, melyek többsége már a kezdetek óta üzemel.
- Forró drót

Aktuális rövid hírek lemezmegjelenésekről, turnékról, tagcserékről, ismert zenészek projektjeiről. 4-5 fontosabb hír külön kiemelve és fotóval illusztrálva jelenik meg.
- Hangpróba

Ebben a rovatban frissen megjelent albumokat pontoznak (1-től 10-ig) a szerkesztők és egy-egy meghívott vendég (általában hazai zenészek). Az adott pontokat átlagolják, így alakul ki a Hangpróbán szereplő albumok rangsora. Eleinte mindenféle típusú lemez bekerülhetett a Hangpróbára, de idővel kialakult, hogy csak a stúdióalbumok szerepelhetnek a pontozáson. Az egyes szerkesztők ízlése nagyban befolyásolja a sorrendet, ezért a listából messzemenő következtetéseket nem lehet levonni egy-egy album minőségét vagy későbbi népszerűségét illetően. Napjainkban 25 albumot pontoznak a szerkesztők egy Hangpróbán.
- Sokkoló korongok

Az első 12 számban főleg a Hangpróbán szereplő 15 albumról írt lemezkritikákat tartalmazta a rovat, majd 1990 októberétől kiegészült egy masszív „Sokkoló extra” résszel, ahol azokat a kiadványok is véleményezik, amelyek amúgy a pontozásban nem vesznek részt. Egy adott albumról egyetlen szerkesztő – általában az adott stílus szakértője – ír kritikát, értelemszerűen a saját szemszögéből értékelve és külön is pontozva a lemezt. A válogatás- és koncertalbumokat jellemzően nem szokták pontozni. Számtalan metal stílusból, összesen közel száz kiadvány ismertetője szerepel egy-egy lapszámban.
- Demonstráció

Amatőr, feltörekvő zenekarok hangfelvételeit (demóit) véleményezik ebben a rovatban a szerkesztők. Hasonló rendszerben, mint a lemezkritikáknál. Átlag 10-12 demó kerül be a rovatba. 1994 és 1996 között három válogatáskazetta jelent meg Demonstráció címmel a Metal Hammer szerkesztésében lemezszerződéssel még nem rendelkező magyar együttesek dalaival, gyakorlatilag a Demonstráció rovat legjobbjainak szereplésével.
- Saját szavaikkal

Egy-egy nagy érdeklődésre számot tartó friss album dalairól maguk az előadók mondják el „saját szavaikkal” a dalok megszületésének történetét, hangszerelési finomságait, vagy csak egyszerűen, hogy mit gondolnak róla.
- Élő fém

Koncertbeszámolók hazai és külföldi helyszínekről, hazai és külföldi előadók fellépéseiről. A nagyobb fesztiválokról készült részletes beszámolók gyakran külön cikként, a koncertrovaton kívül kerülnek a lapba.
- Súgd meg nekünk!

Az újság apróhirdetési rovata az olvasók és a zenekarok számára.
1998. márciusától kezdődően több új rovat is bekerült a lapba, melyek a mai napig állandó jelleggel működnek.
- Hatásokk

Ebben a rovatban évekkel korábban kiadott, nagy hatású albumokat mutatnak be az olvasóknak. Az itt szereplő lemezek többsége valóban stílusteremtő, vagy egyfajta különlegesség, de előfordul, hogy olyan viszonylag ismeretlen anyagok is bekerülnek a rovatba, amelyek személy szerint a szerkesztőre voltak nagy hatással és nem a műfajra.
- Médiaradar

1998 előtt csak alkalmanként jelentkező rovat volt, amely a műfajhoz kapcsolódó zenekari videókiadványok és könyvek bemutatására szolgált. 1998 óta az eredeti koncepciót megtartva rendszeresen mutat be zenekari videókat (ma már jellemzően koncert DVD-ket), valamint zenei témájú illetve a zenéhez szorosan nem kapcsolódó könyveket.
- Fanzine

Olvasói véleményeket és az olvasók által kedvenc zenekaraikkal készített fotókat közlő rovat. Sokszor parttalan viták terepe a különböző rock/metal stílusok értékéről és létjogosultságáról.

### Mellékletek
- A magazin 1999. decemberi száma jelent meg először „hangos” melléklettel CD-n és kazettán. A következő évben három lapszám, majd öt jelent meg így (sokáig csak kazettán), majd gyakorlatilag 2003 óta minden Metal Hammer szám egy válogatás CD-vel együtt jelenik meg, rajta a legfrissebb hazai és nemzetközi rock/metal kiadványok dalaival.
- 2004 júniusában jelent meg először dupla CD-melléklettel a magazin. A ráadás CD a Wisdom zenekar első EP-je volt. Feltörekvő zenekarok azóta is gyakran használják ki ezt a lehetőséget, hogy szerzői kiadásban megjelenő albumaik nagy számban juthatnak el a potenciális rajongókhoz a magazin olvasótáborán keresztül.
- 2000 és 2004 között évente rendezték meg a Petőfi Csarnokban a Summer Rocks metalfesztivált, amelynek többoldalas műsorfüzete minden nyáron a Metal Hammer magazin mellékleteként jelent meg.
- A 2006. novemberi számhoz speciális mellékletként megjelent a 20 évvel korábban megszületett első Metallica Hungarica fanzine reprodukciója.

## Külső hivatkozások
- HammerWorld magazin honlap
- Hammer Records FaceBook oldal
- Hammer Zenebarlang FaceBook oldal Archiválva 2019. április 4-i dátummal a Wayback Machine-ben
- HammerWorld magazin FaceBook oldal